# Mr. White (James Bond)
 (avril 2011).
Si vous disposez d'ouvrages ou d'articles de référence ou si vous connaissez des sites web de qualité traitant du thème abordé ici, merci de compléter l'article en donnant les références utiles à sa vérifiabilité et en les liant à la section « Notes et références ».
Mr. White est un personnage de fiction de la saga de films James Bond. Il apparaît en tant qu'antagoniste secondaire dans Casino Royale et Quantum of Solace avant de revenir en tant qu'anti-héros dans 007 Spectre. Il est interprété dans les trois films par Jesper Christensen.

## Biographie
Mr. White apparaît la première fois dans Casino Royale comme intermédiaire entre Quantum, l'organisation pour qui il travaille, et le commandant Steven Obanno de la LRA. Il permet au Chiffre d'encaisser plus de 100 millions de dollars pour Obanno. Par l'intervention de Bond, Le Chiffre perd cet argent et veut récupérer les fonds lors d'une partie de Texas hold'em au Casino Royale du Monténégro, avant que Mr. White et Obanno n'apprennent la perte.
Alors qu'Obanno est furieux de la perte de son argent, White se soucie plus de l'impact de cette perte sur la réputation de son organisation Quantum. Face à White, Le Chiffre les rassure en leur disant qu'il aura l'argent. Mais White répond que l'argent importe moins à son organisation que savoir à qui se fier. Il tue ensuite Le Chiffre avec une arme silencieuse, un P226 SIG. Il épargne Bond, torturé par Le Chiffre, car Vesper Lynd, agent double de Quantum, a conclu un marché avec White : la vie de Bond contre l'argent.
À Venise, tandis que les sbires de White dont un certain Adolph Gettler, combattent Bond, White, qui n'est pas remarqué, récupère la mallette d'argent. Avec le suicide de Vesper, les chances du MI6 de retrouver White et l'argent semblent perdues, mais Vesper a laissé à Bond le numéro de téléphone cellulaire de White.
À la fin de Casino Royale, Bond suit White dans sa villa du lac de Côme, et lui tire une balle dans la jambe avec un HK UMP9.
Apparaissant dans Quantum of Solace, Mr. White est le troisième méchant récurrent de la saga avec Ernst Stavro Blofeld et Requin.
Au début de Quantum of Solace, les hommes de White poursuivent Bond en voiture autour du lac de Garde pour récupérer leur patron, séquestré par le MI6 qui veut l'interroger. Bond parvient à s'en débarrasser et à assister à l'interrogatoire de White par M à Sienne. Durant celui-ci, White regrette que le suicide de Vesper ait empêché Quantum d'atteindre Bond, et se moque aussi de M en disant qu'il a des agents infiltrés partout. C'est alors que Craig Mitchell, garde du corps de M, tente de l'abattre, mais est finalement poursuivi et tué par Bond. White en profite pour s'échapper.
White est plus tard vu dans un opéra de Brégence avec d'autres membres de Quantum. Bond sort un écouteur, détourne le signal et photographie quelques dirigeants de Quantum dont un certain Guy Haines. Contrairement à ses collègues, White a peur d'être identifié et reste caché dans la foule.
Le réalisateur a cependant confié au magazine MI6 Declassified que l'une des scènes coupées et qui devait se trouver à la fin de Quantum of Solace comprenait la mort du personnage par James Bond et en présence de Guy Haines. La scène aurait été supprimée afin de laisser la possibilité de faire réapparaitre le personnage dans un film suivant.
Mr. White fait son retour dans 007 Spectre, où il est retrouvé en Autriche par Bond. Il révèle à 007 qu'il a eu des différends avec l'organisation pour laquelle il travaillait et que celle-ci l'a traqué et empoisonné au thallium. Il informe alors Bond qu'il a une fille qui peut l'aider à atteindre le cœur de l'organisation, et lui fait promettre de la protéger. Il se suicide ensuite avec le Walther PPK de 007.